# Pioggia nera su Tokyo
Pioggia nera su Tokyo (Rain Fall) è il primo romanzo di Barry Eisler, nasce con questo libro il personaggio letterario di John Rain.

## Personaggi

### John Rain
John Rain è nato nel 1952 a Tokyo da padre giapponese che gli impone il nome di Fujiwara Junichi e madre americana.
Si è arruolato nell'esercito statunitense partecipando alla Guerra del Vietnam, un'esperienza che lo segnerà moltissimo in quanto è stato costretto ad uccidere molte persone, anche innocenti.
Tornato in Giappone John diventa mercenario privato; la sua specialità è eliminare le sue vittime facendo credere che siano decedute per cause naturali.
Ha lavorato per il Partito Liberale democratico giapponese (LPD) e per la CIA.

## Trama
John Rain è incaricato di eliminare Yashuito Kawamura, un funzionario governativo corrotto, facendo passare il suo decesso come morte naturale; per fare ciò utilizza un sistema elettronico molto sofisticato che provoca a Kawamura un arresto cardiaco. A una settimana dal fatto Rain conosce Midori, una giovane pianista jazz emergente, e inizia a frequentarla scoprendo quasi subito che è la figlia di Kawamura. Tra i due nasce una storia d'amore, ma Rain deve proteggerla perché qualcuno li sta cercando: infatti Kawamura possedeva un dischetto criptato che, se diffuso, potrebbe addirittura provocare la caduta del governo.

## Edizioni in italiano
- Barry Eisler, Pioggia nera su Tokyo, trad. di Gianni Pannofino, Garzanti, Milano 2004 ISBN 88-11-66513-2
- Barry Eisler, Pioggia nera su Tokyo, trad. di Gianni Pannofino, Superpocket: R.L. Libri, Milano 2006 ISBN 88-462-0848-X
- Barry Eisler, Pioggia nera su Tokyo, Garzanti, Milano 2007 ISBN 978-88-11-67881-6
- Barry Eisler, Pioggia nera su Tokyo, Garzanti, Milano 2010 ISBN 978-88-11-67950-9